# Puellina minima
Puellina minima är en mossdjursart som först beskrevs av Harmelin 1984.  Puellina minima ingår i släktet Puellina och familjen Cribrilinidae. Inga underarter finns listade i Catalogue of Life.